# Специјални резерват природе Венерина падина
Венерина падина је специјални резерват природе и налази се у југоисточној Србији, на левој обали Звоначке реке. Припада територији општине Бабушница, а налази се недалеко од хотела „Мир“ у Звоначкој бањи.

## Карактеристике
Резерват обухвата амфитеатрално удубљење на бигреној тераси, односно стена насталих као продукт природних процеса таложења бигра из термалних извора Звоначке бање.
Венерина падина је једино станиште биљне врсте венерина влас на територији Србије, а која се сматра природном реткошћу. Венерина влас је вишегодишња зељаста биљка из групе папрати. Веома је декоративна, па се често узгаја, најчешће као собна биљка. У приморју се често среће у насељима где постоје стари бунари, зидови и око чесама, односно где има више влажности.
У природи се венерина влас најчешће среће на влажним стенама, поред извора и потока, обично са различитим врстама маховина. Ова врста папрати је широко распрострањена у тропским и суптропским областима, док на Балкану претежно настањује медитеранске и, ређе, субмедитеранске крајеве. На станишту код Звоначке бање заједница венерине власи заузима површину не већу од 20 м2. Значај овог налазишта је тај што је смештено далеко од медитеранског подручја.
Близина топлог извора и повољна влажност станишта су ублажили континенталност локалне климе и омогућили опстанак ове осетљиве папрати.